# Villagonzalo-Arenas
Villagonzalo-Arenas es una localidad española perteneciente al municipio de Burgos, en la comarca de Alfoz de Burgos (provincia de Burgos, Castilla y León).
En 2017, según el Instituto Nacional de Estadística (INE), contaba con 51 habitantes. Está situado 4,5 km al norte de la ciudad de Burgos, junto a la BU-622 y completamente rodeado por el polígono industrial de Villalonquéjar, en el valle del río Ubierna frente a la localidad de Quintanadueñas.
Su labor principal es la agricultura. 

## Historia
Barrio que formaba parte del Partido de Burgos, uno de los catorce que formaban la Intendencia de Burgos, en su categoría de pueblos solos, durante el periodo comprendido entre 1785 y 1833, en el Censo de Floridablanca de 1787, jurisdicción de realengo, perteneciente a la ciudad de Burgos con alcalde pedáneo. Contaba entonces con 83 habitantes.
Hoy en el barrio existe una asociación que vela porque no se pierdan las fiestas de san Pedro de Antioquía. Dicha asociación denominada como el patrón de la parroquia está compuesta por unos 70 socios.

## Patrimonio
Aquí se encuentra la iglesia de San Pedro de Antioquía. Además, en las cercanías de la localidad, hacia el norte, se halla un torreón de base cuadrangular bastante deteriorado.

## Enlaces
- Mapa de los Barrios de Burgos

- Datos: Q6162631